# إتش يان ماكدونالد
إتش يان ماكدونالد هو اقتصادي كندي، ولد في 27 يونيو 1929 في تورونتو في كندا.